# Jozef Hrušovský (fotbalista)
Jozef Hrušovský (* 7. září 1950) je bývalý slovenský fotbalista, obránce.

## Fotbalová kariéra
V československé lize hrál za AC Nitra a Jednotu Trenčín. Dal 1 ligový gól.

## Ligová bilance
| Ročník                                   | Zápasy | Góly | Minuty | Klub            |
| ---------------------------------------- | ------ | ---- | ------ | --------------- |
| 1. československá fotbalová liga 1972/73 | 7      | 0    | 611    | AC Nitra        |
| 1. československá fotbalová liga 1973/74 | 1      | 0    | 26     | AC Nitra        |
| 1. československá fotbalová liga 1976/77 | 25     | 1    | 2 235  | Jednota Trenčín |
| 1. československá fotbalová liga 1977/78 | 11     | 0    | 977    | Jednota Trenčín |
| 1. československá fotbalová liga 1978/79 | 11     | 0    | 732    | Jednota Trenčín |
| 1. československá fotbalová liga 1979/80 | 13     | 0    | 876    | Jednota Trenčín |
| CELKEM 1. liga                           | 68     | 1    | 5 457  |                 |